# Duguwolowula
Duguwolowula is een gemeente (commune) in de regio Koulikoro in Mali. De gemeente telt 43.000 inwoners (2009).